# Hamburg Challenger 1996
L'Hamburg Challenger 1996 è stato un torneo di tennis facente parte della categoria ATP Challenger Series nell'ambito dell'ATP Challenger Series 1996. Il torneo si è giocato a Amburgo in Germania dal 26 febbraio al 3 marzo 1996 su campi in sintetico indoor.

## Vincitori

### Singolare
Kenneth Carlsen ha battuto in finale  Frederik Fetterlein con il punteggio di 6–3, 4–6, 6–3.

### Doppio
Tomáš Krupa /  Pavel Vízner hanno battuto in finale  Karsten Braasch /  Patrik Kühnen con il punteggio di 6–3, 7–5.